# Coupe d'Irlande du Nord de football 2022-2023
Navigation
Édition précédente Édition suivante
La coupe d'Irlande du Nord de football 2022-2023 est la 143e édition de cette compétition. Elle commence le 13 août 2022 pour se terminer le 7 mai 2023 par la finale disputée à Windsor Park à Belfast. La compétition est sponsorisée par Sadler's Peaky Blinder et prend le nom commercial de Samuel Gelston's Whiskey Irish Cup.
Pour la deuxième année consécutive, c'est le Crusaders Football Club qui remporte la compétition en battant en finale Ballymena United sur le score de 4-0.

## Organisation
| Tour                            | Date                      | Matchs | Clubs    |
| ------------------------------- | ------------------------- | ------ | -------- |
| Premier tour de qualification   | 13 août 2022              | 40     | 128 → 88 |
| Deuxième tour de qualification  | 17 septembre 2022         | 32     | 88 → 56  |
| Troisième tour de qualification | 29 octobre 2022           | 16     | 56 → 40  |
| Quatrième tour de qualification | 26 novembre 2022          | 8      | 40 → 32  |
| Premier tour                    | 6 et 7 janvier 2023       | 16     | 32 → 16  |
| Deuxième tour                   | 3 et 4 février 2023       | 8      | 16 → 8   |
| Quarts de finale                | 3 et 4 mars 2023          | 4      | 8 → 4    |
| Demi-finales                    | 31 mars et 1er avril 2023 | 2      | 4 → 2    |
| Finale                          | 7 mai 2023                | 1      | 2 → 1    |

## Compétition

### Premier tour de qualification
Les matchs sont programmés le samedi 13 août 2021. Toutes les équipes disputant la troisième division et en dessous participent à ce tour. 

### Quarts de finale
| Quart de finale 1 | Ballyclare Comrades (2) | 1-3 | Ballymena United | Dixon Park |
| 4 mars 2023 15:00 |                         |     |                  |            |

| Quart de finale 2 | Cliftonville FC | 1-2 | Dungannon Swifts | Solitude |
| 4 mars 2023 15:00 |                 |     |                  |          |

| Quart de finale 3 | Crusaders FC | 1-0 | Glentoran FC | Seaview |
| 4 mars 2023 15:00 |              |     |              |         |

| Quart de finale 4 | Harland & Wolff Welders (2) | 0-1 | Larne FC | Blanchflower Stadium |
| 3 mars 2023 19:45 |                             |     |          |                      |

### Demi-finales
| Demi-finale 1 | Dungannon Swifts | 1-2 | Crusaders FC |  |
| 30 mars 2023  |                  |     |              |  |

| Demi-finale 2  | Larne FC | 0-2 | Ballymena United |  |
| 1er avril 2023 |          |     |                  |  |

### Finale
La finale se déroule le 7 mai 2023. Elle oppose pour la deuxième année consécutivement les mêmes deux équipes
| Finale     | Ballymena United | 0-4   | Crusaders FC                                                           | Windsor Park                                                                  |                                                                               |
| 7 mai 2023 |                  | (0-1) | 12e Ross Clarke · 53e Adam Lecky · 65e Philip Lowry · 69e Paul Heatley | Spectateurs : 9 688 Diffuseur : BBC Northern Ireland Arbitrage : Tim Marshall | Spectateurs : 9 688 Diffuseur : BBC Northern Ireland Arbitrage : Tim Marshall |
| 7 mai 2023 | BBC Sport        |       |                                                                        | Spectateurs : 9 688 Diffuseur : BBC Northern Ireland Arbitrage : Tim Marshall | Spectateurs : 9 688 Diffuseur : BBC Northern Ireland Arbitrage : Tim Marshall |